# Ноач (Белуно)
Ноач (итал. Noach) је насеље у Италији у округу Белуно, региону Венето.
Према процени из 2011. у насељу је живело 45 становника. Насеље се налази на надморској висини од 679 м.